# Pascal Dagnan-Bouveret
Pour les articles homonymes, voir Dagnan et Bouveret.
Pascal Dagnan-Bouveret, né à Paris le 7 janvier 1852 et mort à Quincey (Haute-Saône) le 3 juillet 1929, est un peintre français.

## Biographie
Fils d'un tailleur parisien, Pascal Adolphe Jean Dagnan-Bouveret est élevé à Melun chez son grand-père Gabriel Bouveret. En 1869, il est admis à l'École des beaux-arts de Paris dans l'atelier d'Alexandre Cabanel, puis dans celui de Jean-Léon Gérôme. Il se lie d'amitié à cette époque avec Jules Bastien-Lepage, Albert Edelfelt, et Gustave Courtois, avec qui il partage un atelier à Neuilly-sur-Seine, où ils accueillent Carl Ernst von Stetten.

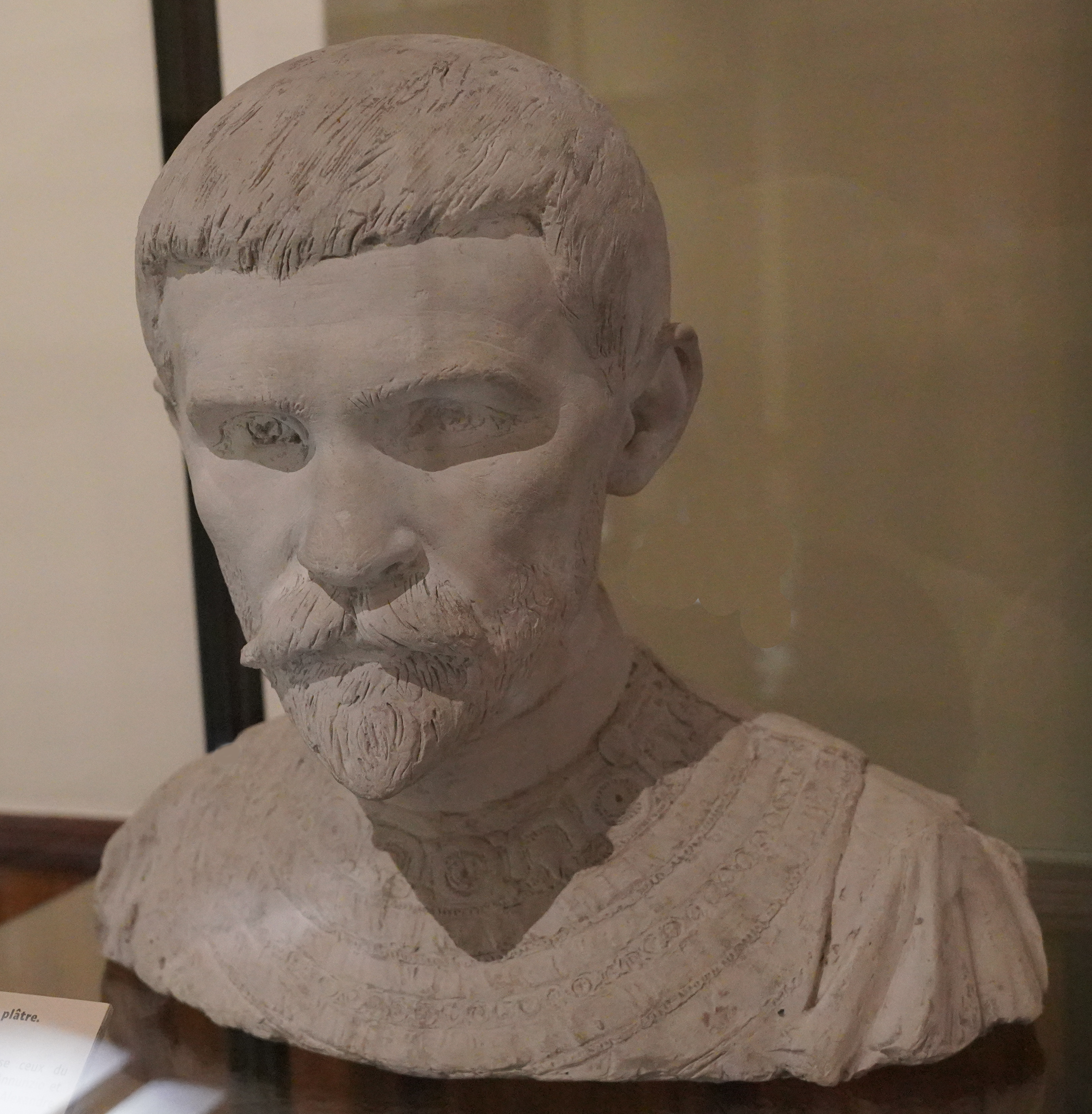
Terre cuite par René de Saint-Marceaux.

Sa première œuvre acceptée au Salon de 1874 s’intitule Atalante victorieuse, héroïne de la mythologie grecque. Classé second au concours du prix de Rome en 1876, il part en Franche-Comté où il se consacre aux scènes de la vie quotidienne d'inspiration naturaliste. Membre du Salon des artistes français, il y est classé en hors-concours en 1880 et y reçoit en 1889 une médaille d'honneur.
À partir de 1885, il visite souvent la Bretagne qui lui inspire de nombreuses toiles. Le Pardon en Bretagne lui vaut une médaille d'honneur à l'Exposition universelle de 1889.
En avril 1888, il part rejoindre Louis-Auguste Girardot et Jules-Alexis Muenier pour une excursion à Tétouan. En 1892, il est nommé officier de la Légion d'honneur.
Dans les années 1896-1897, il s'intéresse à des sujets religieux, et fréquente les cercles symbolistes. Il est proche de la comtesse René de Béarn qui lui achète La Cène, important tableau installé dans la « salle byzantine » de l'hôtel de Béarn. Il obtient de nombreux succès en particulier aux États-Unis où il reçoit des commandes de la famille Frick. Au sommet de sa carrière il exécute surtout des portraits. Il reçoit le grand prix de l'Exposition universelle de 1900 pour l'ensemble de son œuvre. Il est élu membre de l'Académie des beaux-arts le 27 octobre 1900 et en deviendra président en 1914. La fin de sa vie est endeuillée par la perte de son fils Jean Dagnan, médecin et agrégé de philosophie, victime de la grippe espagnole.
Il meurt à Quincey le 3 juillet 1929, dans sa maison, rue de la Craie. Il avait épousé Anne-Marie Walter (1858-1926), cousine du peintre Gustave Courtois. Le musée d'Orsay conserve une série de plus de soixante épreuves argentiques représentant la famille et l'atelier du peintre, données en 2009 par Jean-David Jumeau-Lafond.
Il fait don de nombreuses œuvres au musée Jean-Léon Gérôme de Vesoul.
Il est enterré au cimetière de Passy à Paris.

## Collections publiques
Etats-Unis

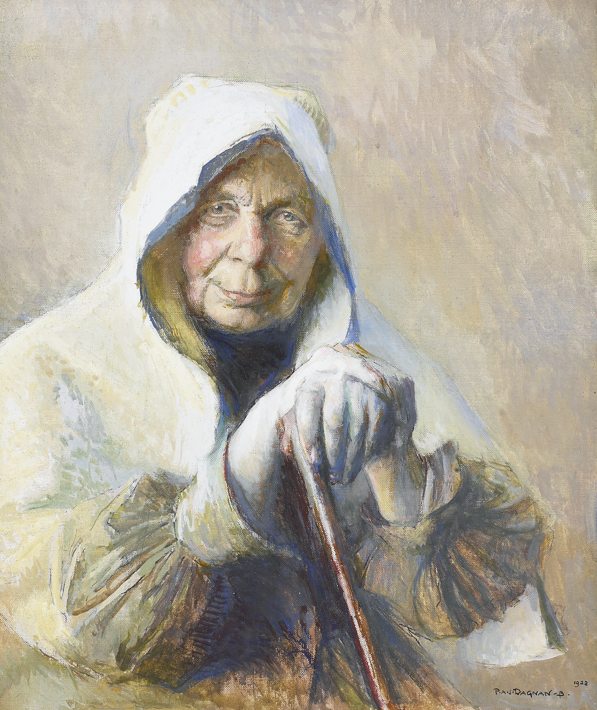
La vieille Julie de Quincey (1922), Vesoul, musée Jean-Léon Gérôme

- New-York, The Metropolitan Museum of Art
- New-York, Dahesh Museum
- Chicago, Art Institute of Chicago
- Washington, National Gallery of Art

Finlande
- Helsinki, Musée d'Art Ateneum

France
- Vesoul, Musée Jean-Léon Gérôme
- Paris, Musée d'Orsay
- Lyon, Musée des Beaux-Arts

Russie
- Moscou, Musée des Beaux-Arts Pouchkine
- Saint-Pétersbourg, Musée de l'Ermitage

## Exposition
- 12 septembre - 8 décembre 2002 : Against the Modern: Dagnan-Bouveret and the Transformation of the Academic Tradition, Dahesh Museum, New York[5].

## Galerie d'images

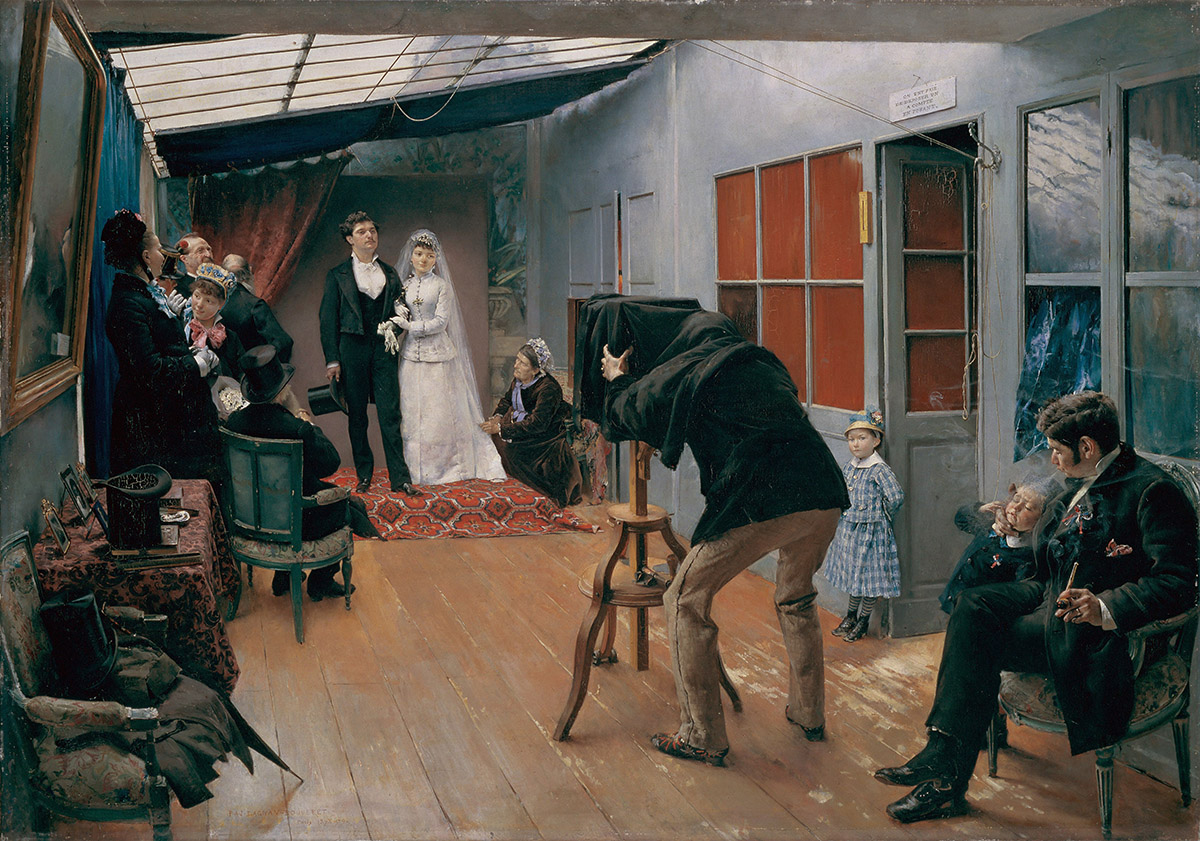
Une noce chez le photographe, huile sur toile, 1879, musée des Beaux-Arts de Lyon.
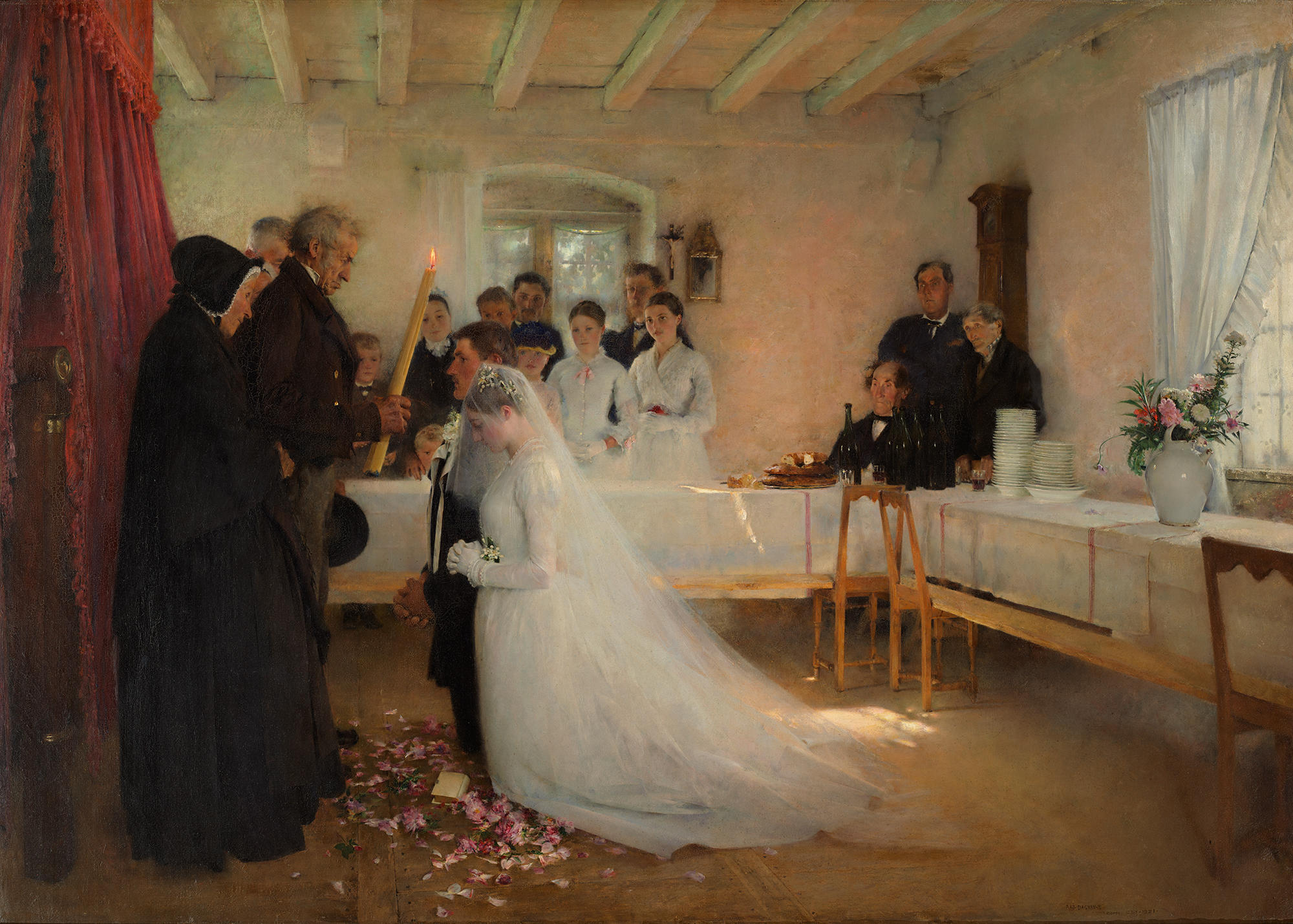
Bénédiction d'un jeune couple avant le mariage, 1880-1881, musée des Beaux-Arts Pouchkine, Moscou.
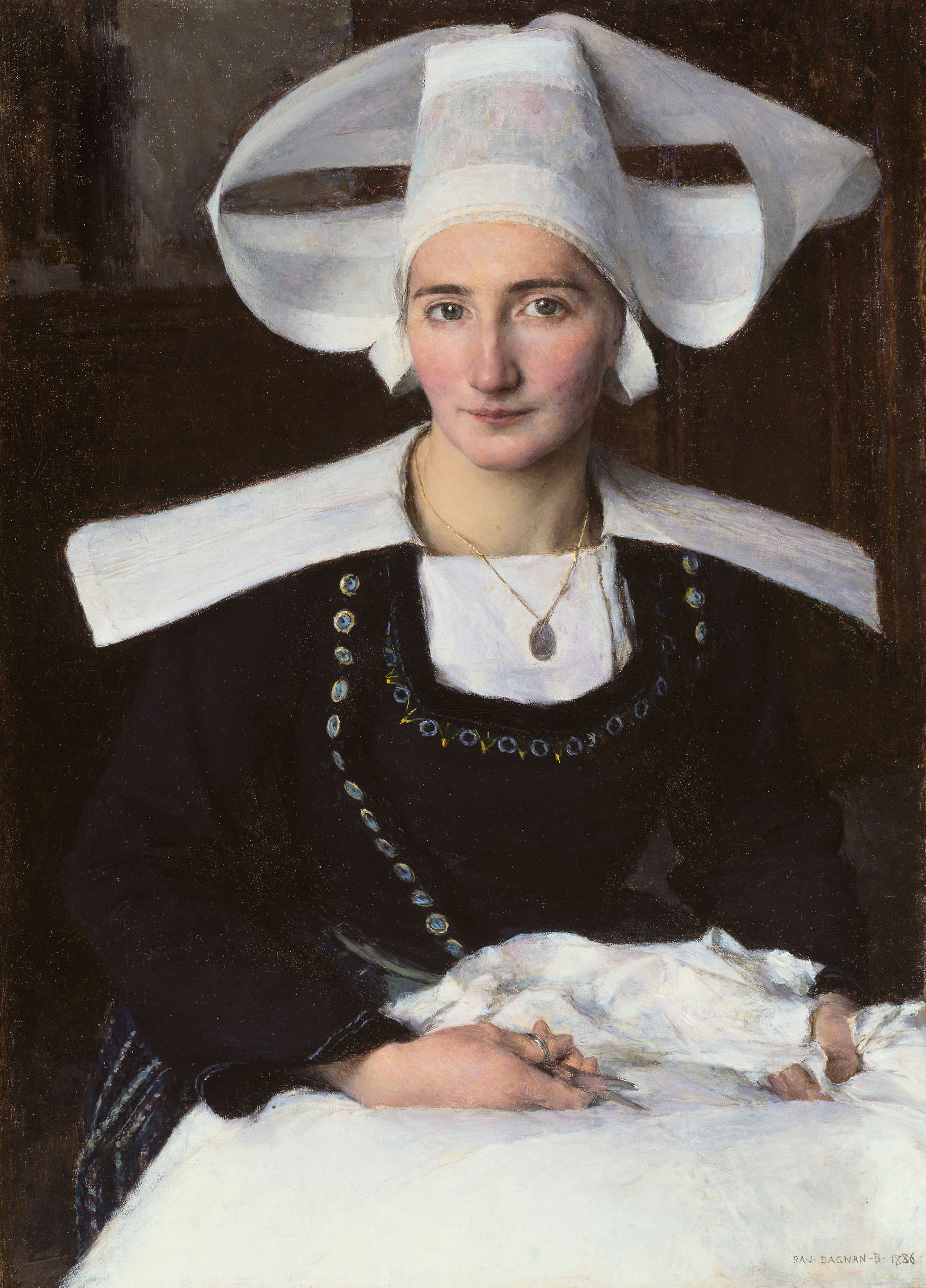
Femme bretonne, 1886, Art Institute of Chicago.
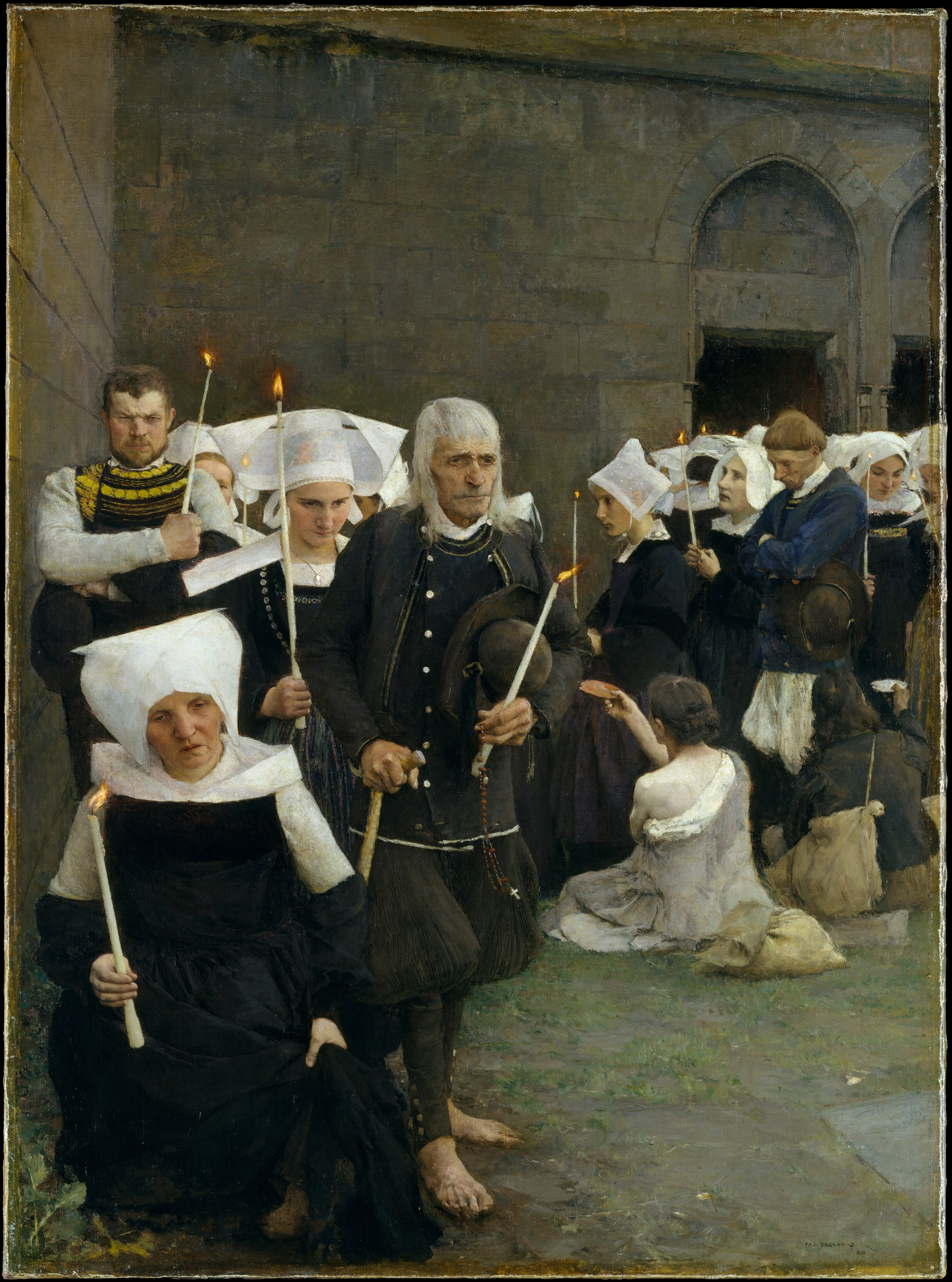
Le Pardon en Bretagne, 1886, Metropolitan Museum of Art, New York.
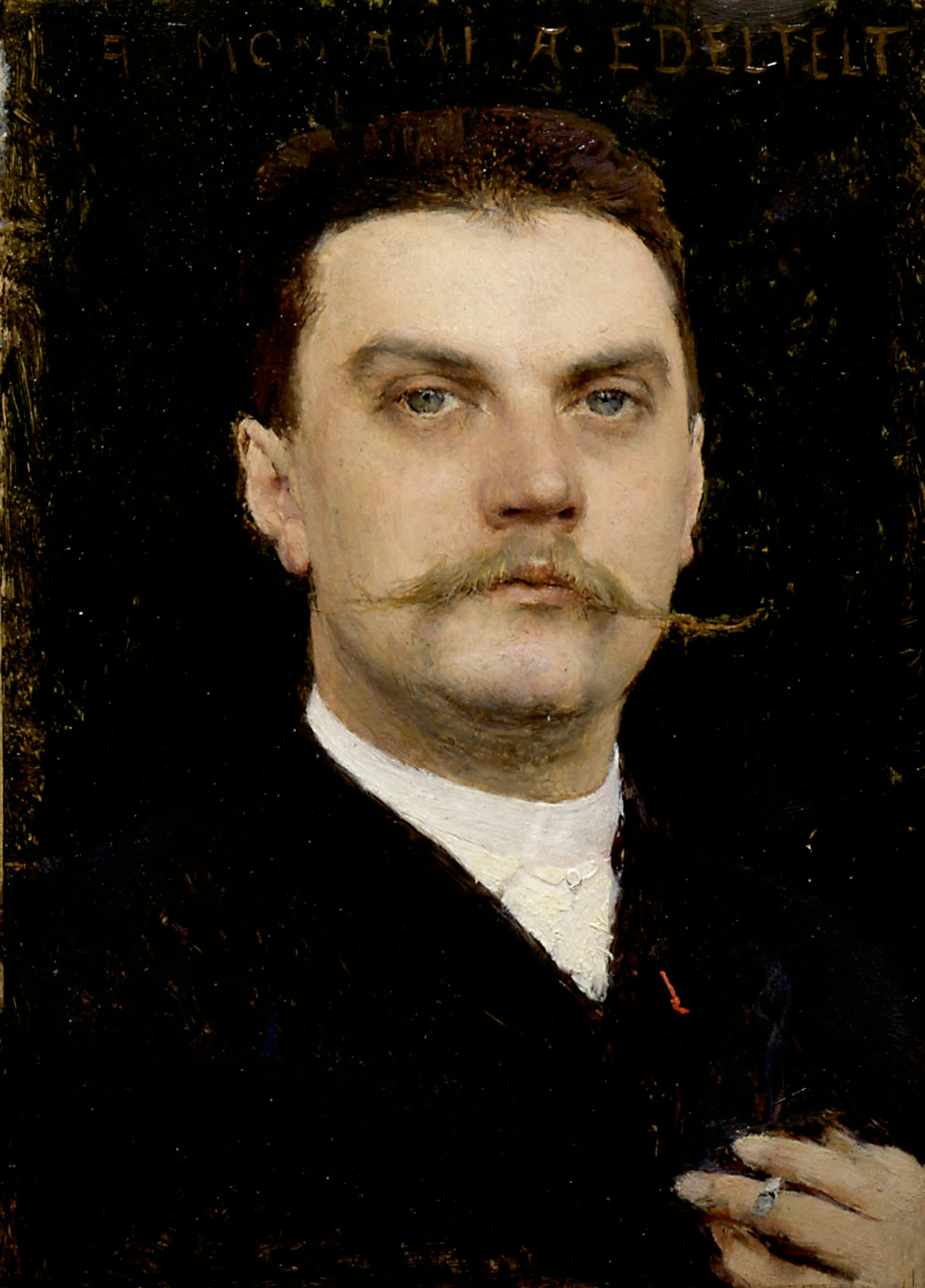
Portrait du peintre finlandais Albert Edelfelt, 1887, musée d'Art Ateneum, Helsinki.
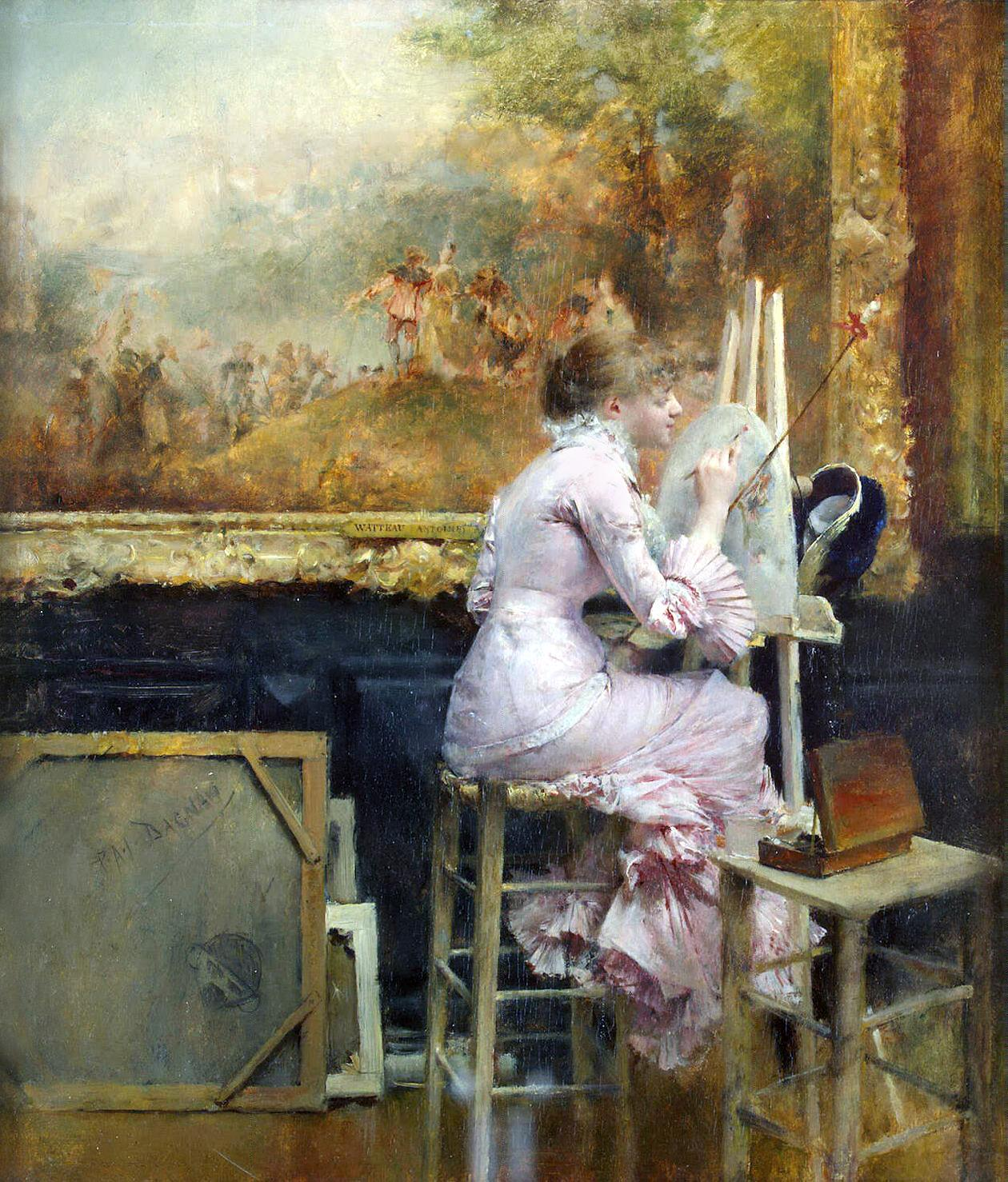
Aquarelliste au Louvre, vers 1889, musée de l'Ermitage, Saint-Pétersbourg.
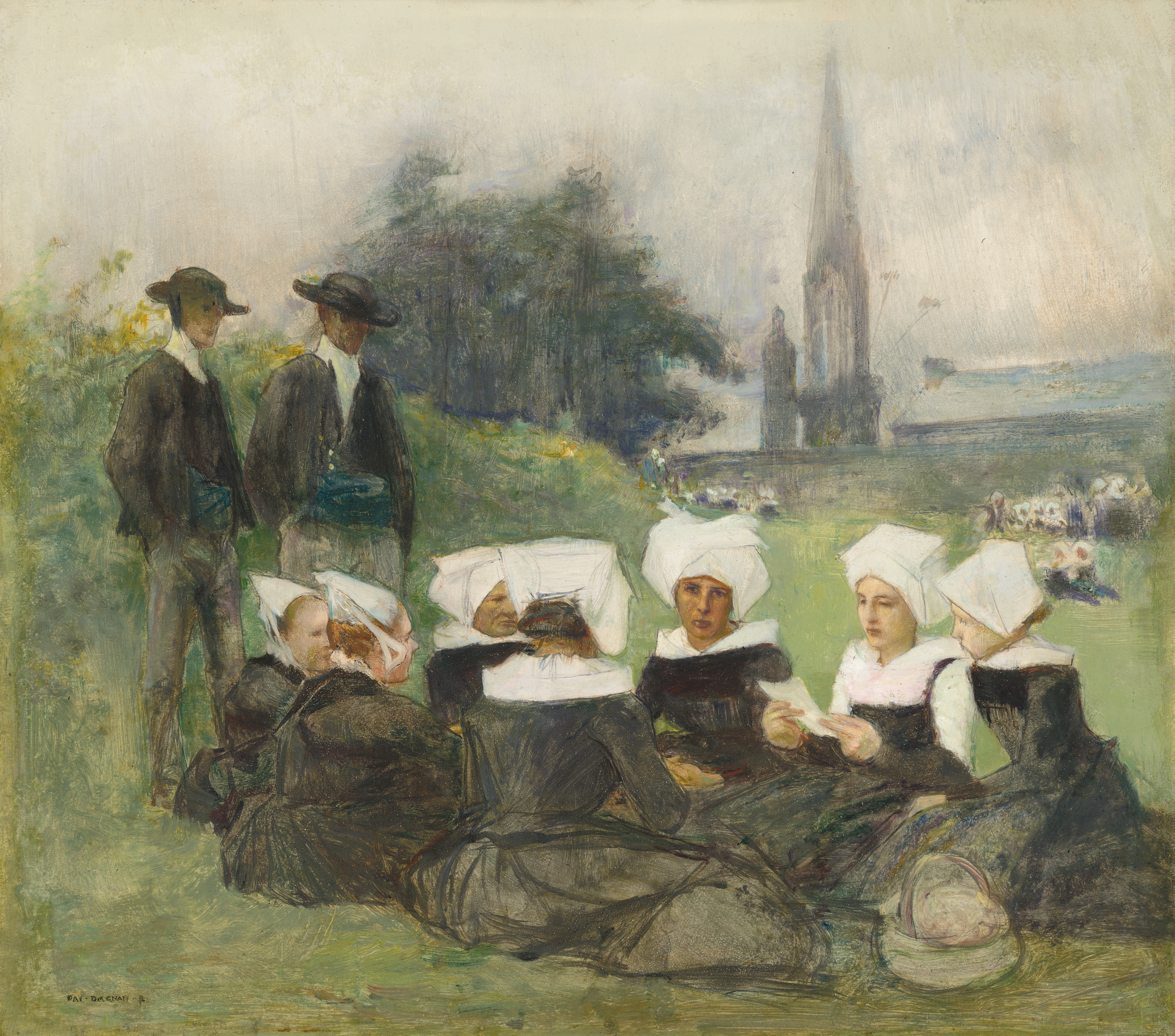
Étude pour Les Bretonnes au pardon, vers 1887, National Gallery of Art, Washington.
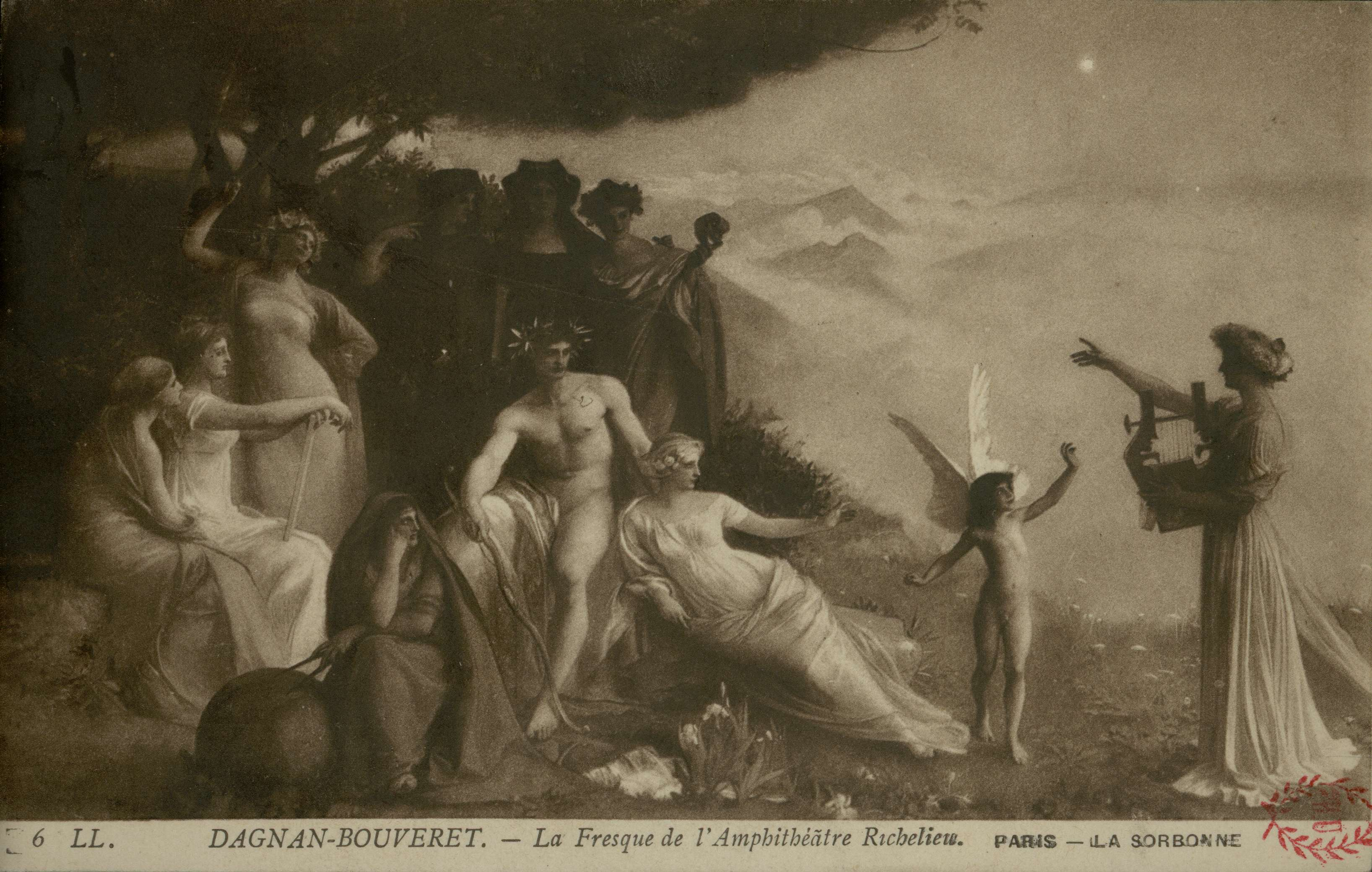
Fresque de l'amphithéâtre Richelieu de la Sorbonne à Paris.

## Élèves
- Jules Adler (1865-1952)
- Juan Sala (1869-1918)
- Eugène Lawrence Vail (1857-1934)
- Xu Beihong (1895-1953)